# Letheobia mbeerensis
Letheobia mbeerensis — вид змій родини сліпунів (Typhlopidae). Ендемік Кенії.

## Поширення і екологія
Letheobia mbeerensis відомі за типовим зразком, зібраним в околицях Сіакаго в центральній Кенії, на висоті 1221 м над рівнем моря.